# Vera Konstantinova van Rusland (1906-2001)

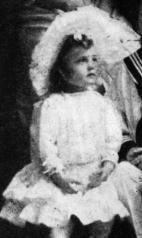
Grootvorstin Vera op jonge leeftijd

Prinses Vera Konstantinova van Rusland (Russisch: Вера Константиновна Романова) (Pavlovsk, Rusland, 24 april 1906 – New York, Verenigde Staten, 11 januari 2001), was het jongste kind van grootvorst Constantijn Konstantinovitsj van Rusland en grootvorstin Elisabeth Mavrikievna Romanova (ook wel bekend als: Elisabeth van Saksen-Altenburg). Ze was een achterkleinkind van tsaar Nicolaas I van Rusland en tsarina Alexandra Fjodorovna, ze werd geboren in het Keizerrijk Rusland en was in haar jeugd een vriendinnetje van de jonge kinderen van Nicolaas II van Rusland. Ze verloor vele familieleden tijdens de Eerste Wereldoorlog en de daarop volgende Russische Revolutie. Prinses Vera, die toen twaalf jaar oud was, vluchtte uit revolutionair Rusland, samen met haar moeder en een van haar broers naar Zweden. Ze leefde voor de rest van haar leven in ballingschap, eerst in Europa en daarna vanaf 1951 in de Verenigde Staten.

## Jeugdjaren

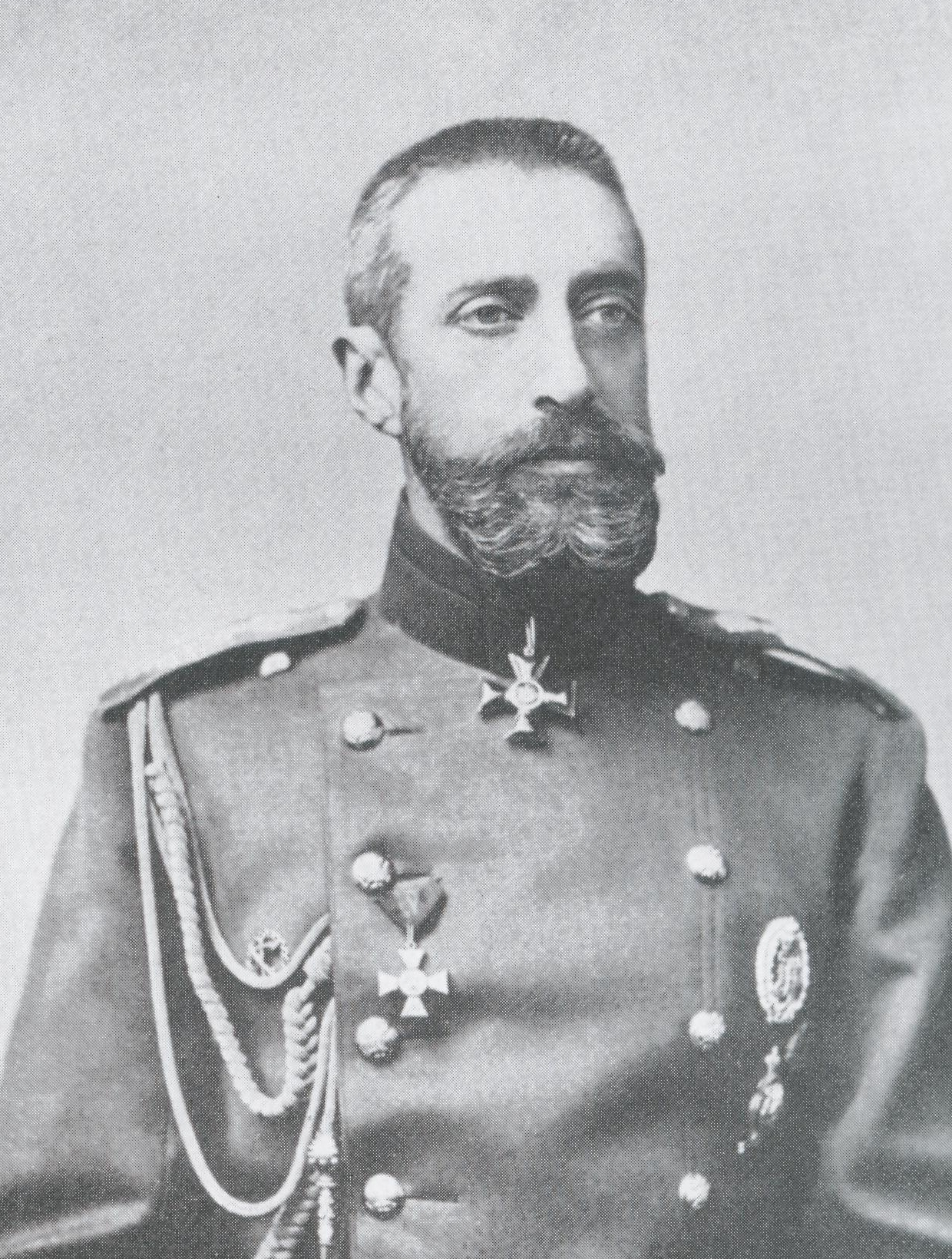
Grootvorst Constantijn Konstantinovitsj, Vera's vader

Prinses Vera Konstantinova van Rusland werd geboren in Pavlovsk op 24 april 1906. Ze was de jongste uit een gezin van negen kinderen van Grootvorst Constantijn Konstantinovitsj van Rusland en zijn vrouw Grootvorstin Elisabeth Mavrikievna. Ze had zes oudere broers: Ivan (1886-1918), Gabriël (1887-1955), Constantijn (1891-1918), Oleg (1892-1914), Igor (1894-1918) en George (1903-1938). Ze had ook twee oudere zusters: Tatjana (1890-1970) en Natalja (1905). Vera Konstantinova bracht de eerste jaren van haar leven door op het fabelachtige Russische hof, dat toen aan zijn laatste periode begonnen was. Haar vader, een geachte dichter, was een neef van tsaar Nicolaas II.
Prinses Vera was acht jaar oud toen aartshertog Frans Ferdinand van Oostenrijk werd vermoord, en toen de Eerste Wereldoorlog uitbrak in de zomer van 1914. Vera was samen met haar ouders en haar broer George in Duitsland, waar ze de familie van haar moeder bezocht in Altenburg, toen de oorlog uitbrak. Ze werden verrast door het grote conflict en uiteindelijk verbleven ze in een vijandelijk land, Duitsland. En uiteindelijk dankzij de Duitse keizerin, Augusta Victoria van Sleeswijk-Holstein-Sonderburg-Augustenburg konden ze Duitsland verlaten en terugkeren naar Rusland. Vera’s oudere broers sloten zich aan bij het Russische leger, en haar favoriete oudere broer, Oleg, werd tijdens een campagne vermoord. Vera werd als te jong beschouwd en mocht daarom niet aanwezig zijn bij de begrafenis van haar broer. De dood van haar oudere broer was alleen nog maar het begin van vele familieongelukken.

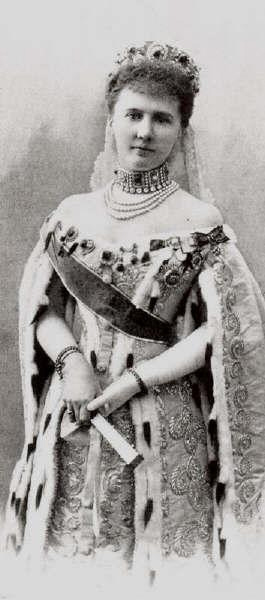
Grootvorstin Elisabeth Mavrikievna, Vera's moeder

Het jaar daarop was zij met haar vader toen hij aan een hartaanval in haar aanwezigheid stierf op 15 juni 1915. In een brief die zij schreef aan een oudere broer schreef ze, hoe zij zat met haar vader in zijn studie, toen grootvorst Constantijn Konstantinovitsj begon te hijgen. Prinses Vera was in staat om een zware deur tussen de studies van haar ouders open te duwen en te terzijde enkele zware planten weg te duwen die voor de deur stonden en liep naar haar moeder. Haar moeder kwam naar haar toe, maar toen was de grootvorst al overleden.

## Russische Revolutie
Tijdens de Russische Revolutie, werden vier van Vera’s broers gevangengenomen door de bolsjewieken. Alleen prins Gabriel werd vroegtijdig vrijgelaten. Drie andere broers (Ivan, Constantijn en Igor) werden in Alapajevsk met vele andere Romanov-familieleden in juli 1918 vermoord. Tijdens de chaotische regering van de Voorlopige Regering, en na de Oktoberrevolutie, verbleven prinses Vera, haar moeder en haar broer George nog steeds in het Pavlovsk. Even leefden zij een onzeker bestaan en haar moeder werd geheim gedwongen familie-erfgoederen te verkopen om voor de familie te zorgen.
De twaalf jaar oude prinses Vera vluchtte naar Zweden, op het Zweedse schip Ångermanland in oktober 1918 met haar moeder, haar broer George en haar jongere neefje, (prins Teymuraz Konstantinovitsj) en haar nichtje (prinses Natalja Konstantinova Bagration-Mukhransky). Ze mochten van de bolsjewieken vluchten op een schip naar Zweden, via Tallinn naar Helsinki en via Mariehamn naar Stockholm. Ze werden in Zweden uitgenodigd door koningin Victoria van Zweden. In de haven van Stockholm, ontmoette ze prins Gustaaf Adolf die hen begeleidde naar het Koninklijk Paleis.
Prinses Vera leefde samen met haar moeder en haar broer George voor twee jaar in Zweden, eerst in Stockholm en daarna in Saltsjöbaden, maar Zweden was te duur om te leven. Dus vertrokken ze naar België, waar ze werden uitgenodigd door koning Albert I van België. Later vertrokken Elisabeth Mavrikievna en prinses Vera naar Duitsland, waar ze in Altenburg gingen wonen, gelegen in het voormalige hertogdom van Vera’s oom hertog Ernst II van Saksen-Altenburg. Prinses Vera leefde daar meer dan dertig jaar, met een kleine onderbreking, want ze heeft ook nog een kleine periode in Engeland gewoond. Haar moeder stierf aan kanker op 24 maart 1927 in Leipzig. Prins George verhuisde naar de Verenigde Staten en stierf in New York in 1938. Prinses Vera leefde in Duitsland tijdens de Tweede Wereldoorlog.

## Laatste jaren en overlijden
In 1951 verhuisde Vera naar de Verenigde Staten. Prinses Vera hield een zekere aura van het leven van de geschiedenis vast. Ze was het laatste overlevende lid van de Romanov-familie die zich nog steeds Keizerlijk Rusland kon herinneren. Haar twee oudere broers en zuster die ook Rusland konden verlaten, stierven allen voor haar. Prins Gabriel stierf in 1955 kinderloos, net zoals haar andere oudere broer prins George, die het slachtoffer werd van een vroege dood. Hij stierf op de leeftijd van 33 jaar in 1936. Haar zus, Prinses Tatjana, werd een orthodoxe moniale. Ze stierf in Jeruzalem in 1970.
Prinses Vera stierf in de Tolstoy Foundations, een tehuis voor ouderen in Nyack, New York op 11 januari 2001, op de leeftijd van 95 jaar. Ze werd begraven naast haar oudere broer George Konstantinovitsj op een begraafplaats van een Russisch-orthodox klooster, in Nanuet in New York. Van alle leden van de Romanov-familie in het Keizerrijk Rusland overleefde alleen haar nichtje Prinses Catharina Ivanovna haar. Prinses Vera was nooit getrouwd en liet geen kinderen achter. In de lente van 2007 werd er in het Pavlovsk Paleis, waar zij was geboren, een tentoonstelling gehouden over haar en haar familie.